# Massasoit

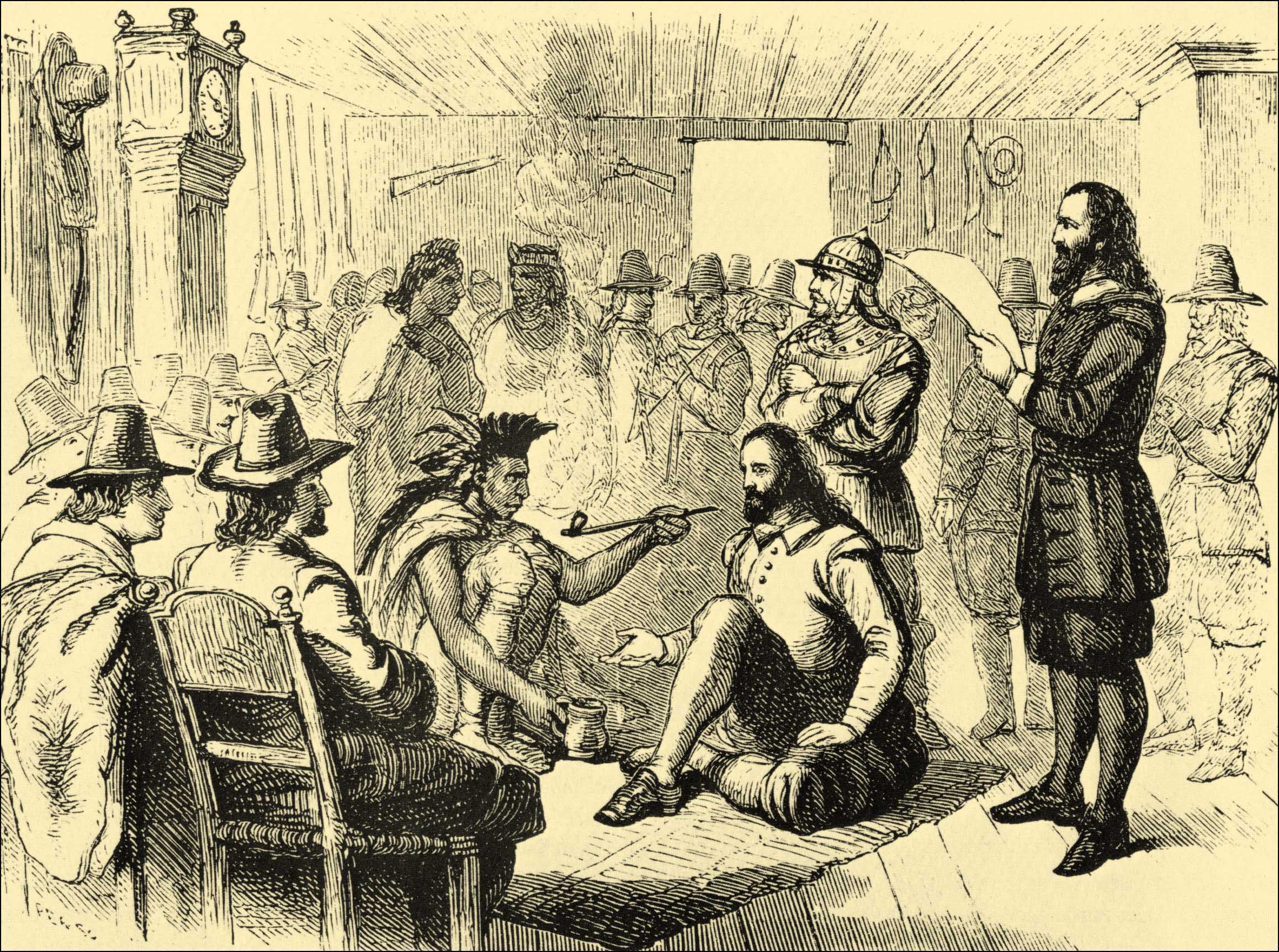
Massasoit fumando la pipa de la Paz.

Massasoit (¿1580?-1661), también conocido como Usamquin o Pluma Amarilla, fue un líder amerindio de los wampanoag, una tribu localizada en el noreste de los Estados Unidos. 
Nació en la localidad de Pokanoket en las cercanías de la actual ciudad de Bristol, Rhode Island. Debido a la llegada de un grupo de ingleses a finales de 1620, que habían fundado la localidad de Plymouth, Massasoit envió al nativo abenaki Samoset para darles la bienvenida y, posteriormente, delegó a Squanto que hablaba fluido el idioma inglés. En ese momento los colonizadores pasaban un mal momento en el territorio, pues sus cultivos se malograban y muchos de sus habitantes habían muerto.
Bajo órdenes de Massasoit, Squanto les prestó valiosa ayuda para sobrevivir, ya que les enseñó a cultivar maíz, construir viviendas y pescar. En 1621 el mismo Massasoit —en ese entonces de unos 40 años— se desplazó junto a 60 guerreros para visitar a los colonos, logrando, el 22 de marzo, un tratado de ayuda mutua en caso de ataque. Esto se debía probablemente a la amenaza de los Narragansett sobre su gente. El mes de octubre de ese año invitó a los emigrantes a una ceremonia para celebrar la cosecha anual, situación que fue el origen del Día de Acción de Gracias celebrado en este país. 
Debido a las buenas relaciones, el jefe amerindio logró educar a dos de sus hijos en escuelas inglesas. Los colonizadores, por su parte, hicieron saber de la estabilidad de la región en su patria, lo que provocó la llegada de más emigrantes en los siguientes años, adquiriendo, al mismo tiempo, tierras «vendidas» por Massasoit. Sin embargo, debido a que su gente desconocía el significado de la propiedad privada, continuaban cazando en esas zonas, hecho que provocaba frecuentes malentendidos entre ambas partes. Hacia 1660 los europeos tenían más habitantes que los nativos. A pesar de todo, Massasoit  fue un fiel aliado de los peregrinos hasta el día de su muerte en 1661. Heredó a sus hijos el poder: Wamsutta primero y Metacomet después, este último líder de la denominada Guerra del Rey Felipe. Entre las amistades logradas por el jefe wampanoag se encontraba Roger Williams.